# Johan Nilsson (översättare)
För andra betydelser, se Johan Nilsson.
Johan Lennart Micael Nilsson, född 9 november 1964 i Borås, är en svensk författare och översättare från engelska. Som författare har han utgett fyra böcker och skriver regelbundet krönikor i Göteborgs-Posten. Som översättare har han översatt drygt 60 böcker, skön- och facklitteratur blandat (mars 2018) och därtill artiklar för fotbollsmagasinet Offside och reportagemagasinet Filter.
Johan Nilsson har suttit i styrelsen för Översättarsektionen inom Sveriges Författarförbund och har också varit ordförande för Översättarcentrum.

## Bibliografi

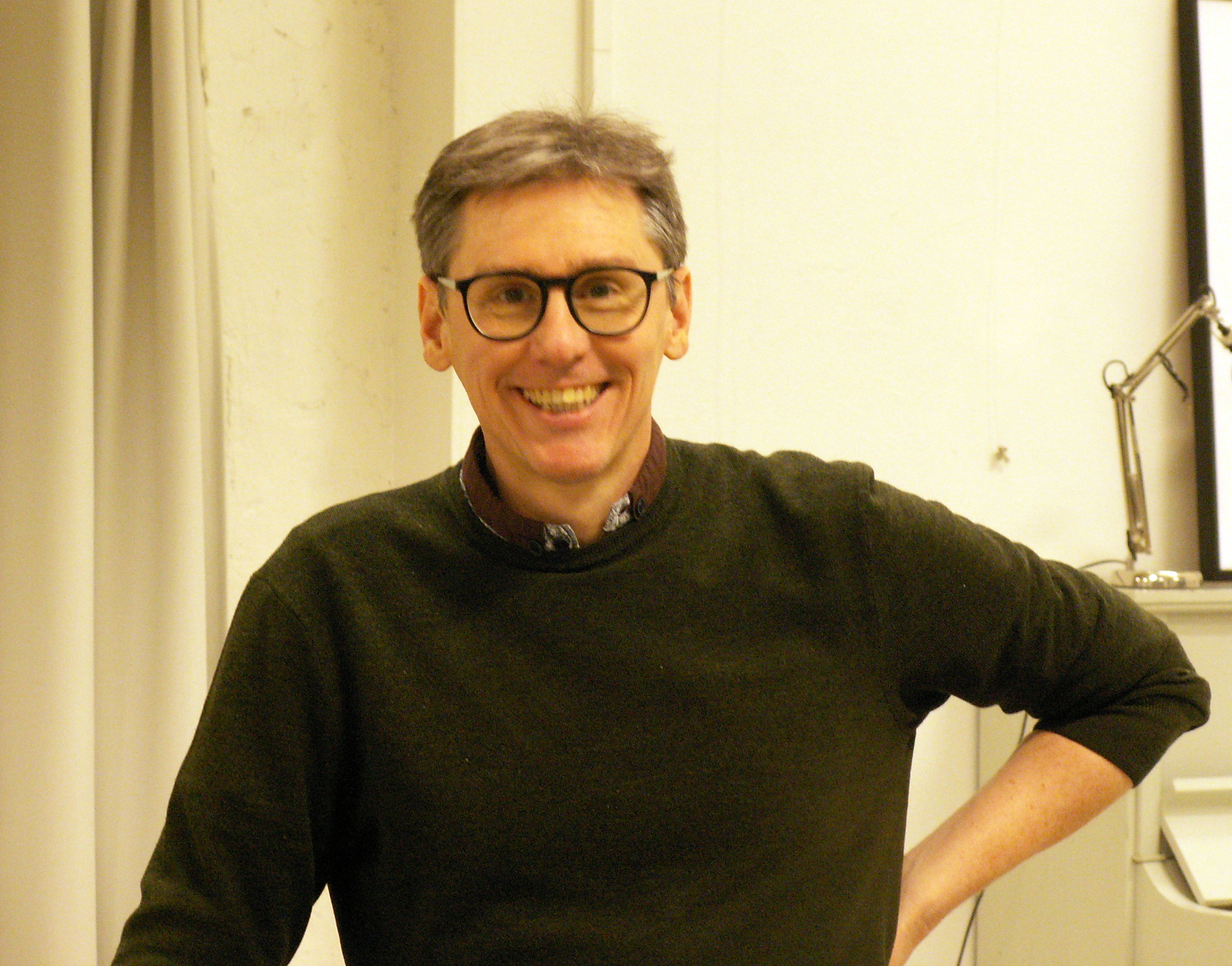
Johan Nilsson på Göteborgs Litteraturhus 2018.